# Notomys mordax
Notomys mordax es una especie extinta de roedor en la familia Muridae. Se conoce por un cráneo encontrado en Darling Downs, Queensland, Australia. Los predadores como los zorros y los gatos domésticos podrían haber forzado la extinción de esta especie.